# دانه (یکا)

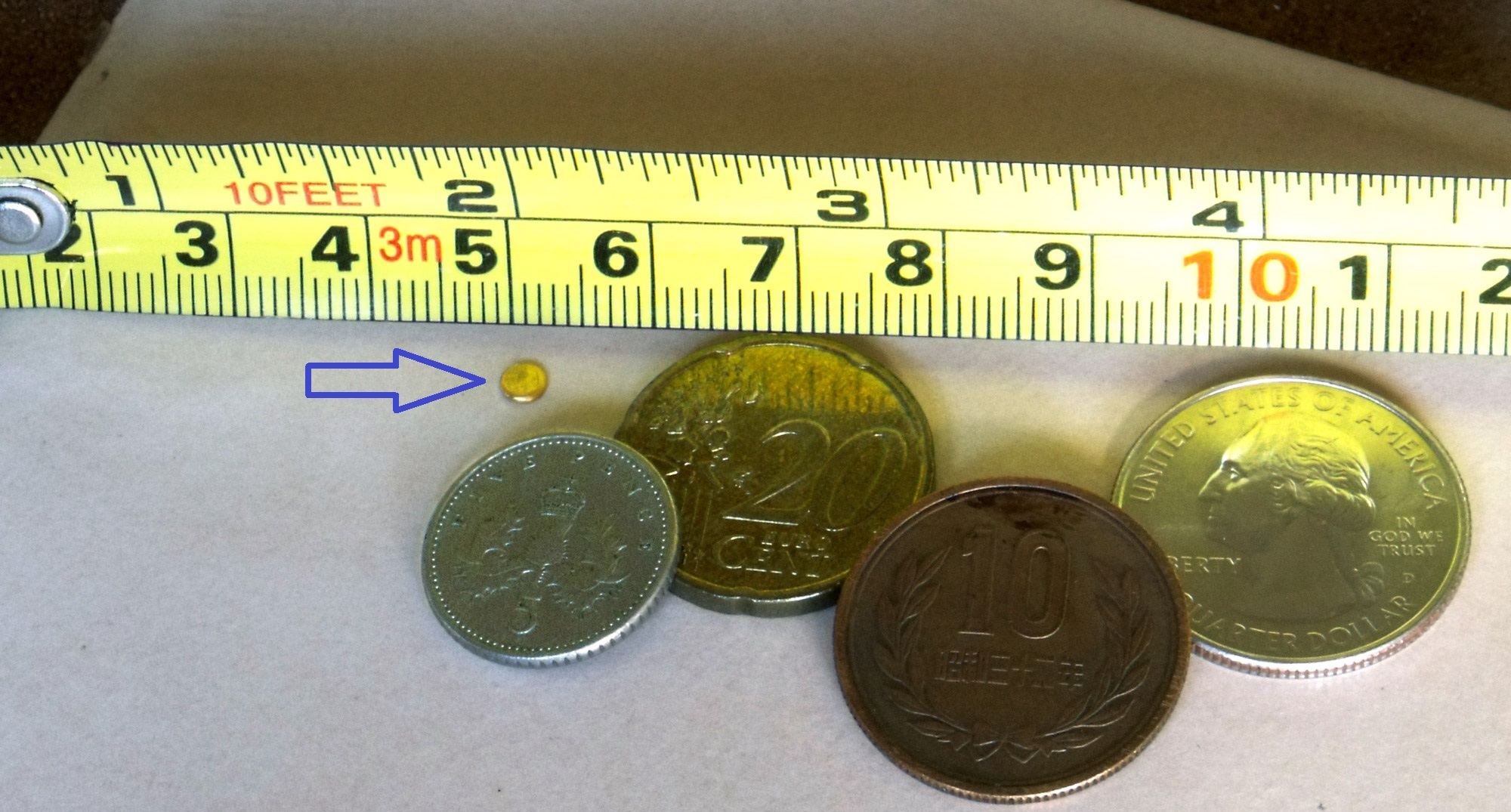
دیسک طلایی کوچک نزدیک نشانگر ۵ تکه‌ای از طلای خالص است که وزنی معادل یک‌دانه تروا دارد. برای مقایسه یک متر نواری و چند سکهٔ رایج در دنیا در شکل نشان داده شده است.

دانه (به انگلیسی: Grain) یا حبه‌دانه یکای اندازه‌گیری جرم معادل ۶۴٫۷۹۸۹۱ میلی گرم است. نام آن از دانه غلات گرفته شده است. از عصر برنز تا دوران رنسانس میانگین جرمی گندم یا جو قسمتی از یکاهای رسمی جرم بود، اما مدرکی که نشان دهد در کشوری از دانه‌های واقعی یا دانه‌های غلات استفاده شده باشد وجود ندارد.
دانه اساس قانونی دستگاه یکاهای سنتی وزن انگلیسی بود.
و تنها یکایی است که در وزن تروا، آوواردوپوا، و سیستم اندازه‌گیری جرم دستگاه اِپاپکریز برابر است. یکا براساس وزن دانه جو که ۳/۱ ۱ دانه گندم است پایه ریزی شده است. یکای بنیادی دستگاه انگلیسی پیش از ۱۵۲۷ که با نام وزن تاور شناخته شده است نوع دیگری از یکای دانه بود که با عنوان دانه گندم شناخته می‌شد. دانه گندم تاور دقیقاًمعادل ۶۵/۴۵ دانه تروا تعریف شده بود.
از زمان اجرای توافق نامه یارد و پوند بین‌المللیِ اول ژوئیه ۱۹۵۹، یکای دانه یا دانه تروا (نماد:gr) در دستگاه یکاهای بین‌المللی دقیقاً معادل ۷۹۸۹۱/۶۴ میلی گرم به عنوان یکای جرم تعریف شد. دانه ۴۳۲۲۶/ ۱۵ ≈ گرم ۱
یکایی که در سابق برای اندازه‌گیری جرم مروارید، الماس و دیگر سنگهای قیمتی توسط جواهر فروشها بکار می‌رفت و دانه جواهر فروش یا دانه مروارید نامیده می‌شد ۴/۱ قیراط یا ۵۰ میلی گرم (۷۷۱۶/۰ ≈ دانه) است. دانه همچنین نام سنتی یکای فرانسوی بود که معادل ۱۱۵/ ۵۳ میلی گرم است.
در واحدهای امپریال و یکاهای مرسوم در ایالات متحده ۷۰۰۰ دانه معادل پوند آوواردوپوآ و ۵٫۷۶۰ دانه معادل پوند تروا یا پوند آپوتکریز است.

## استفاده رایج

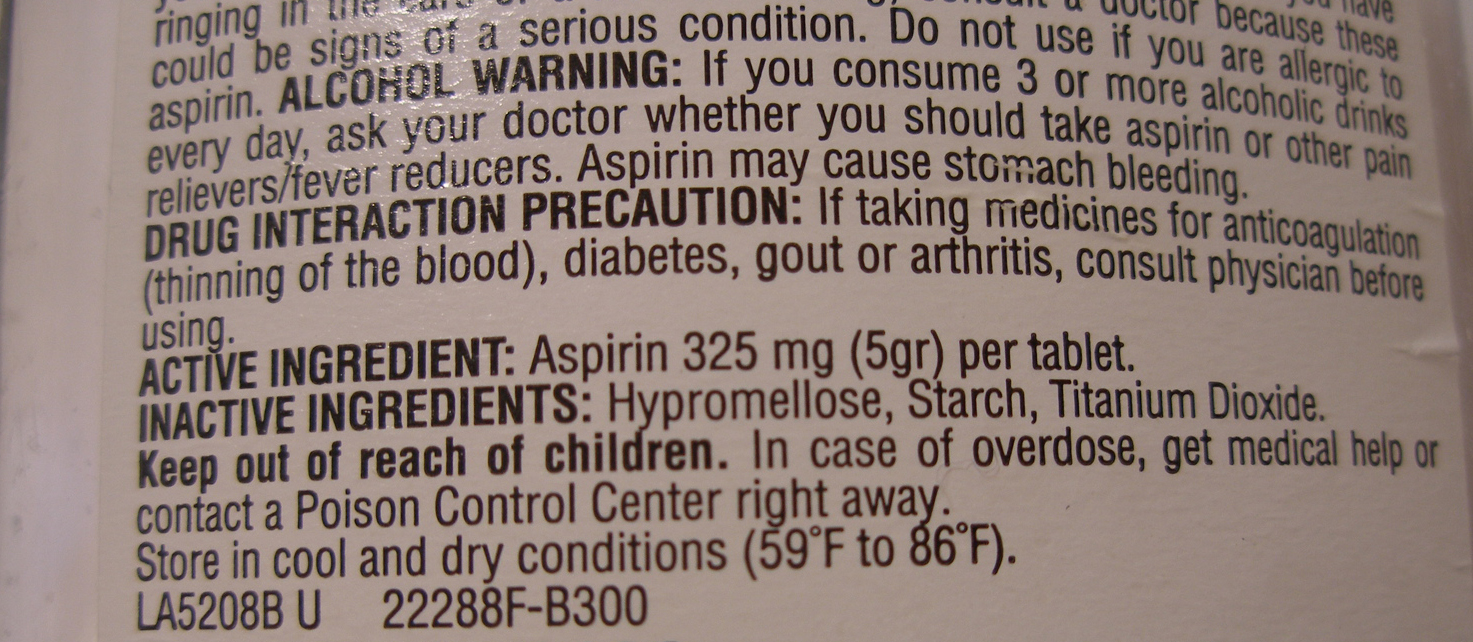
آسپرین ۵–دانه برچسب راهنمای نحوه استفاده در روی بطری نشان می‌دهد که دوز آسپرین ۳۲۵ میلی گرم معادل ۵–دانه است.

دانه به‌طور متداول در اندازه‌گیری جرم گلوله و باروت استفاده می‌شد. این اصطلاح همچنین برای اشاره به تکه‌ای باروت که اندازه آن براساس نیاز متفاوت است به کار می‌رود. هنگام محاسبه میزان باروت مورد نیاز برای پر کردن مجدد اسلحه به یاد داشته باشید که۷۰۰۰ دانه معادل ۱ پوند، یا ۴۳۷٫۵ دانه معادل ۱ اونس است. در تیراندازی با کمان، دانه یکای استاندارد برای وزن کردن تیر است.
در دندانپزشکی، روکش طلایی، که برای ترمیم دندان استفاده می‌شود، با یکای دانه اندازه‌گیری می‌شود.
در آمریکای شمالی، سختی آب را اغلب با میزان دانه‌های موجود از کربنات کلسیم در هر گالون آمریکایی اندازه می‌گیرند. به عبارت دیگر، سختی آب با یکاهای متریک در میلیون (ppm) معادل (ml/L) اندازه‌گیری می‌شود. یک‌دانه در گالون آمریکایی تقریباً ۱۷٫۱ (ppm) است. توجه کنید که آب نرم دارای ۴-۱، و آب سنگین دارای ۲۰-۱۱ gpg از کربنات کلسیم است.
دانه هنوز گاهی اوقات در داروسازی به عنوان بخشی از دستگاه اِپاپکریز، بویژه در نسخه پیچی داروهای قدیمی مثل آسپرین و فنوباربیتال استفاده می‌شود.
به عنوان مثال گاهی اوقات دوز یک قرص آسپرین که به‌طور استاندارد ۳۲۵ میلی گرم است، پنج دانه گفته می‌شود.
در مثال داده شده دانه به‌طور تقریبی معادل ۶۵ میلی گرم است، گرچه با توجه به تجویز دارو و کارخانه سازنده می‌توان آن را تقریباً ۶۰ میلی گرم هم در نظر گرفت.
دستگاه اِپاپکریز نمادهای مخصوص خودش را دارد، که در آن نماد یکا یا کوتاه شده آن بعد از مقدار که با اعداد رومی نوشته می‌شود، آورده می‌شود

## تاریخچه
| carob seed   | ~200 mg |
| barley grain | ~65 mg  |
| wheat grain  | ~50 mg  |

حداقل از دوران قدیم، دانه گندم یا جو همراه دانه‌های دیگر، بویژه دانه خرنوب توسط تاجران منطقه قدیم مدیترانه ای  برای تعریف یکای جرم استفاده می‌شد. براساس یک سنت قدیمی، یک قیراط (جرم دانه خرنوب) معادل ۴ دانه گندم یا ۳ دانه  جو  بود. از آنجایی که وزن این سه دانه - بویژه دانه غلاتی که آب جذب می‌کنند- بسیار متفاوت هستند، این مطلب یک قرارداد است نه یک قانون مطلق.